# Malteserkreuzgetriebe

Malteserkreuzgetriebe mit sechsstrahligem Sternrad

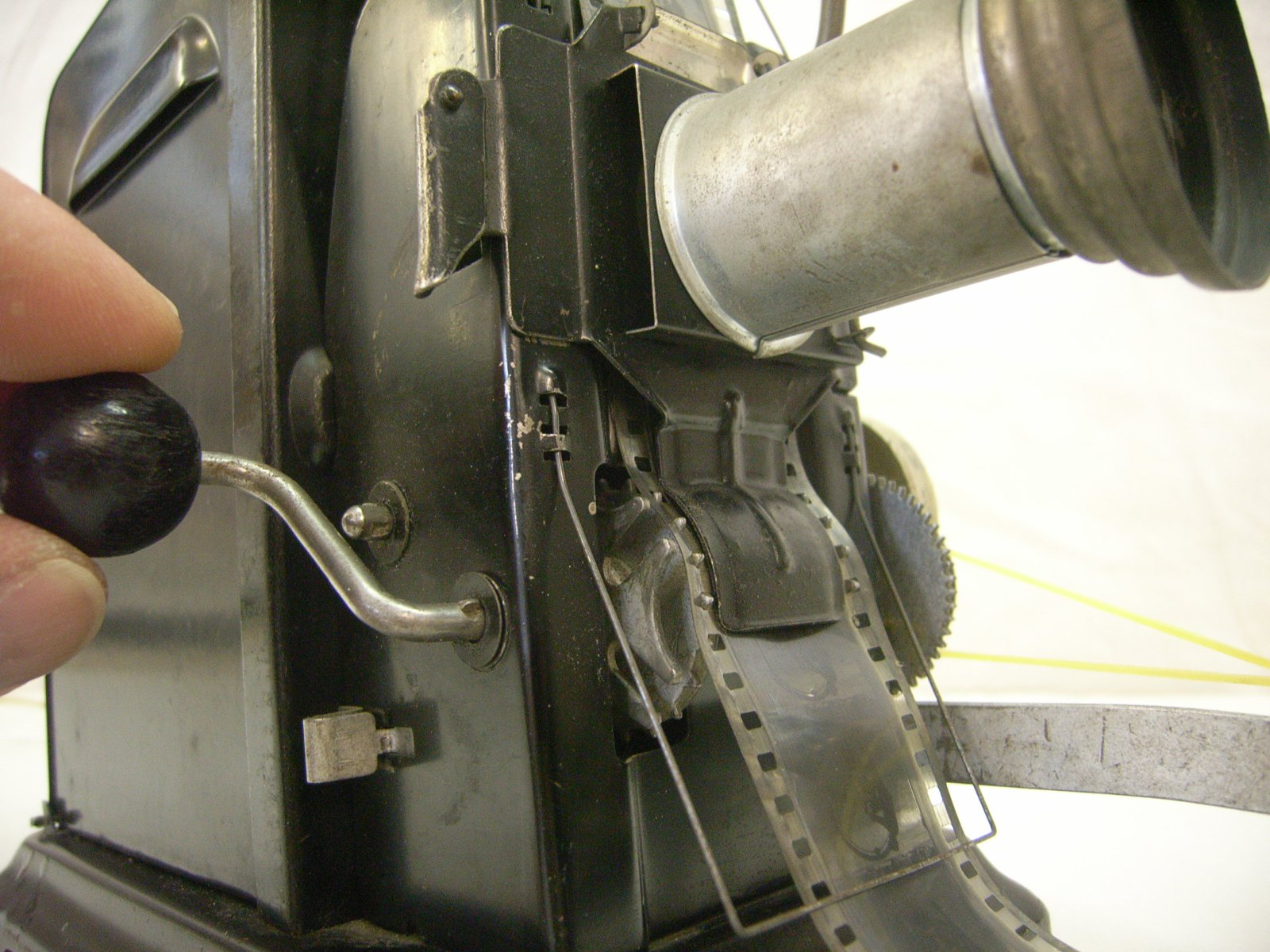
Malteserkreuzgetriebe am Filmprojektor

Das Malteserkreuzgetriebe besteht aus einem Koppelgetriebe zum Antrieb eines sternförmigen Rades und einem Gesperre, die beide im zeitlichen Wechsel aktiv sind.
Der Name Malteserkreuzgetriebe stammt von der Ausführung des Getriebes mit vierzähligem sternförmigen Rad, das einem Malteserkreuz ähnelt.
Der Getriebeteil ist eine schwingende Kurbelschleife mit der Besonderheit, dass die Kopplung zwischen Kurbel und Schwinge zeitweise aussetzt und danach mit der nächsten Schwinge (nächster Schlitz im Malteserkreuz) erneut hergestellt wird. In der Ruhephase wird das Sternrad durch ein Zylinder-Gesperre in seiner Lage blockiert.
Beide Funktions-Teile zusammen bilden wegen der zeitweisen Ruhe des Abtriebsglieds (Sternrad) ein Schritt- oder Rastgetriebe.
Das Sternrad hat vier oder mehr Schlitze. Der Stift am Kurbelrad greift bei jeder Drehung in einen Schlitz des Sternrades ein und nimmt dieses so lange mit, bis er wieder aus dem Schlitz austritt. Danach greift eine kreissektorförmige Sperrscheibe am Kurbelrad in eine kreisförmige Höhlung des Sternrades ein, so dass es sich nicht verdrehen kann. Nach einem Umlauf beginnt der nächste Schritt mit dem Eingriff des Antriebsstiftes in den nächsten Sternrad-Schlitz.
Eine häufige Anwendung des Malteserkreuzgetriebes ist der Filmtransport in einem Kinoprojektor.

## Technische Anwendung

### Filmprojektor
Die wichtigste Anwendung des Malteserkreuzgetriebes ist die in Filmprojektoren. Der Film soll hier nicht kontinuierlich vor Bildfenster und Optik vorbeilaufen (Ausnahme der Mechau-Projektor mit Spiegelkranz), sondern schrittweise (intermittierend) transportiert werden. Der Filmantrieb erfolgt zum Beispiel über eine sogenannte Schaltrolle, die auf der Kreuzwelle sitzt.
Die Anwendung des Malteserkreuzes in Filmprojektoren reicht zurück auf das Jahr 1890, als es in Projektoren von Louis Le Prince, Oskar Messter und Max Gliewe (1896) sowie im „Teatrograph“ von Robert William Paul (1895) verwendet wurde.
Frühere Projektoren, einschließlich des von Thomas Armat erfundenen und von Edison als „Vitascope“ vermarkteten, hatten einen anderen, von Georges Demenÿ 1893 erfundenen Vorschubmechanismus.
Moderne Projektoren haben zur Steuerung der Bildfolge einen Schrittmotor.

### Uhren

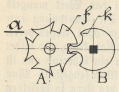
Malteserkreuz-Stellung einer federbetriebenen Uhr Bei einer Drehung der Scheibe B nach links wird die Ecke k von der Kante f blockiert. Die Scheibe B kann vier Umdrehungen im Uhrzeigersinn vollziehen, bis sie wieder an die Kante f anläuft.

Malteserkreuzgetriebe werden auch im Uhrenbau eingesetzt. Hier dienen sie nicht als Antrieb, sondern zur Begrenzung der Aufzug-Umdrehungs-Anzahl der Uhrenfeder (die sogenannte „Stellung“). Hierzu fehlt einer der Schlitze oder der kreissektorförmigen Ausnehmungen im Malteserkreuz, sodass die Zahl der möglichen Umdrehungen des Aufzuges begrenzt ist. Die Uhrenfeder arbeitet dadurch nur in einem Bereich, in dem ihre Federkraft nahezu linear ist, auch kann sie nicht übermäßig aufgezogen werden.
Im Aufzugsmechanismus von Uhren wird meist ein Sternrad mit fünf Schlitzen verwendet. Diese Art der Stellung ist eine Erfindung des 17. oder 18. Jahrhunderts.

### Andere Anwendungen
Malteserkreuzgetriebe wurden ebenso in den Stiftwechselmechanismen von Plottern, in automatischen Laborgeräten und Schrittgetrieben in Montageanlagen eingesetzt.
Auch in Buchdruckmaschinen – wie den lange gebauten Tiegeln von Heidelberger Druckmaschinen – wird das Malteserkreuzgetriebe verwendet.
Die Framing Camera der Raumsonde Dawn verwendet ein Malteserkreuzgetriebe mit 8 Schritten zum Filterwechsel.

## Inneres Stiftgetriebe

Inneres Stiftgetriebe

Eine seltenere Form ist das innere Stiftgetriebe, das von der Bauart größer und weniger belastbar ist, da die Antriebswelle nur einseitig gelagert werden kann. Der Winkel, um den das Antriebsrad rotieren muss, um einen Schritt des Abtriebrades zu bewirken, ist beim äußeren Stiftgetriebe immer kleiner als 180°, beim Inneren größer als 180°. Die Zeit für eine Schaltbewegung ist daher bei letzterem immer länger als die Zeit, in der das Abtriebsrad steht. Das innengetriebene Schaltrad ist während seines Stillstands nicht gegen Verdrehen gesperrt. Eine Ausführung mit Sperre ist realisierbar.